# Konstantia av Aragonien
Konstantia av Aragonien, född 1343, död 1363, var en siciliansk drottning; gift med kung Fredrik III av Sicilien. 

## Biografi
Hon var dotter till kung Peter IV av Aragonien och Maria av Navarra. Konstantia var Aragoniens tronarvinge från 1347 fram till sin brors födelse 1350. hon gifte sig med Fredrik III den 11 april 1361. Paret fick ett barn, dottern Maria.